# Ivan Gonta
Ivan Gonta est un sotnik cosaque né en 1740 et mort le 1768.
Capitaine dans l'armée de Franciszek Salezy Potocki il était commandant, à partir de 1757 à Ouman et participa au Massacre d'Ouman avec Maksym Zalizniak. En 1768 au service de Catherine II il fut envoyé aider la révolte des polonais contre la Confédération de Bar mais trahis par le chef de l'unité russe Guriev, il fut livré à Franciszek Ksawery Branicki et pendu.
Il passait à la postérité avec le poème épique intitulé Les haïdamaks (Гайдамаки, 1841) de Taras Chevtchenko représenté dans un film : Kolyivchtchyna en 1931.

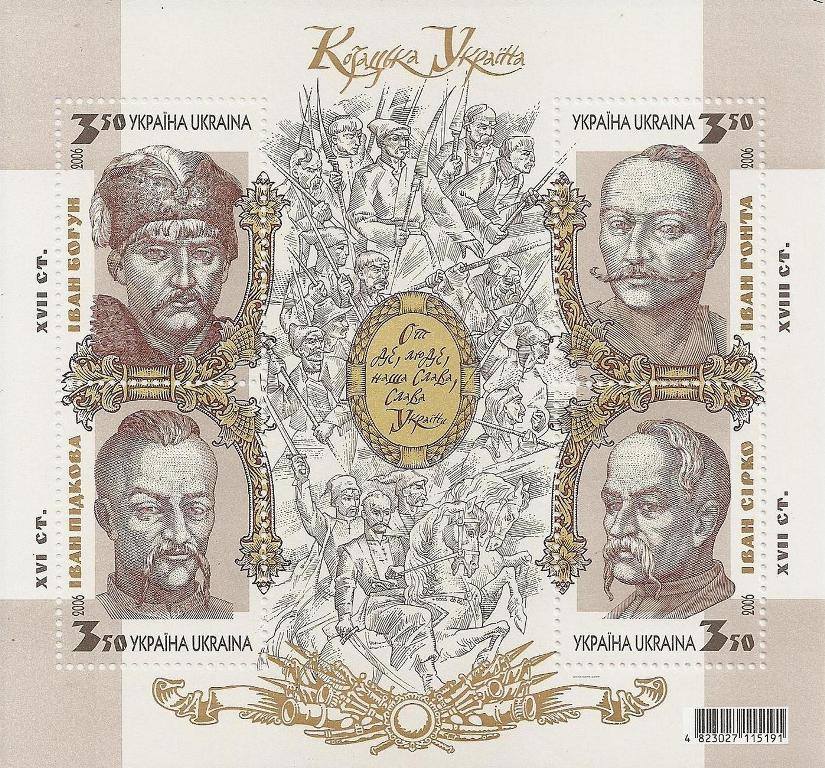
Sur un timbre ukrainien de 2006, haut, droite.
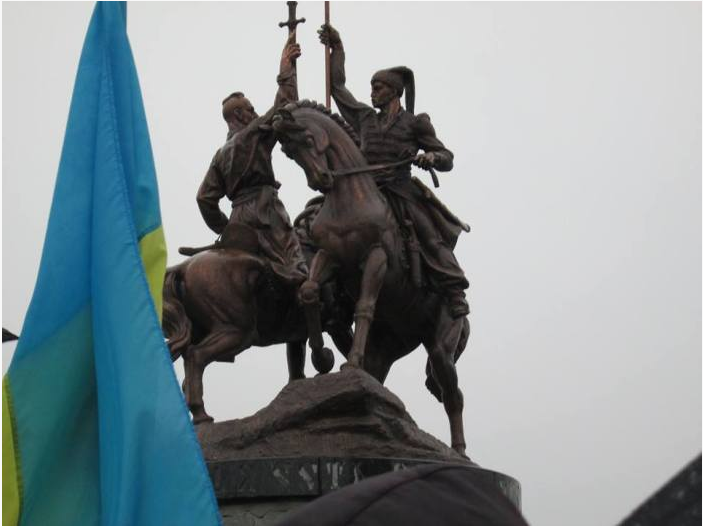
Monument à Gonta et Zalizniak à Ouman.
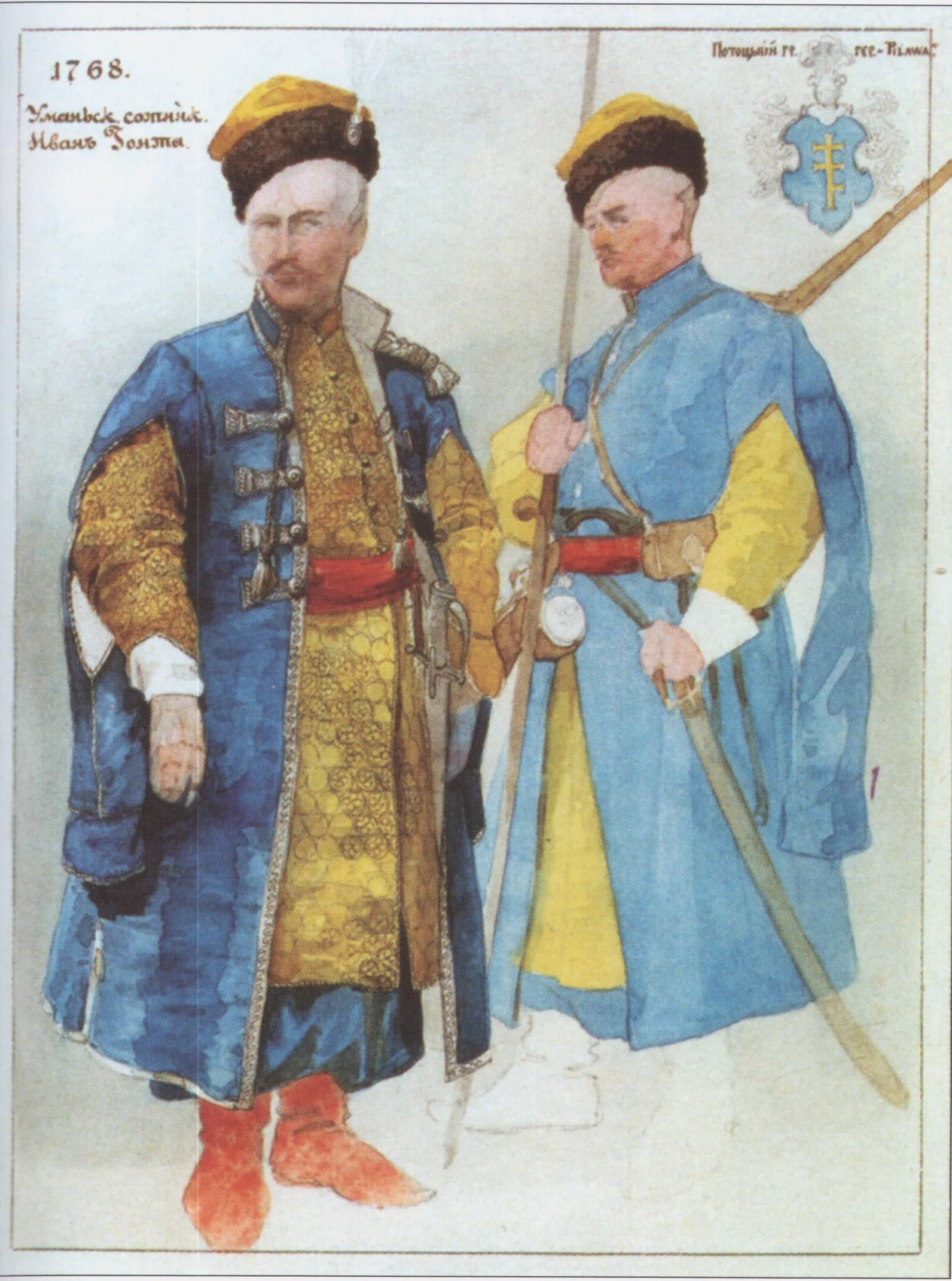
Par Amvrosiy Jdakha.